# 裘海正
裘海正（1965年1月19日—），出生於台灣台東，台灣女歌手、主持人，曾經在2003年獲得第38屆廣播金鐘獎綜藝節目主持人獎。曾兼任臺北體育學院動態藝術學系講師、基督教宣教士，2021年再度出個人專輯〈從未放棄〉，2024年開設Podcast節目〈三二三事再來一次〉。

## 經歷
- 裘父是浙江省丽水市青田县人，生前任職警察。
- 1986年，裘海正簽約加入飛鷹唱片，與方文琳、伊能靜加入飛鷹唱片，當時媒體稱其為「飛鷹三姝」。1991年，劉文正結束飛鷹唱片。
- 1992年，加盟上華唱片。
- 1996年，嫁給嘉義養豬大戶馬文鴻之後，淡出演藝圈，《坦白》被呂方和彭家麗改成粵語版。
- 2007年，接受八大第一台的綜藝節目《台灣演歌秀》的專訪，並演唱鳳飛飛的歌曲《流水年華》和《楓葉情》。

## 音樂作品

### 個人專輯
| 年份       | 專輯名稱           | 唱片公司                     | 曲目 |
| 1987年1月  | 其實你不懂我的心   | 飛鷹唱片製作/飛碟唱片發行    | 1. 閃亮的日子 2. 年輕的心 3. 輕輕的說聲愛你 4. 夢幻小夜曲 5. 原諒我 6. 其實你不懂我的心 7. 心碎的晚上 8. 冷空氣的獨白 9. 旅程 10. 為你唱的那首歌 |
| 1988年2月  | 跟夏天說再見       | 飛鷹唱片製作/飛碟唱片發行    | 1. 不再為你美麗的女孩 2. 懂得愛 3. 跟夏天說再見 4. 你讓我感到溫暖 5. 我沒有感覺 6. 百分之百的男孩 7. 心情 8. 情歌不好唱 9. 風港 10. 夜有千眼 |
| 1989年1月  | 裘海正的戀爱哲學   | 飛鷹唱片                     | 1. 親愛的告訴我 2. 看不見的溫柔 3. 自己的日子 4. 一千個纏綿 5. 也許夜晚雨會停 6. 請別對我說晚安 7. 微笑曾經來過 8. 寂寞也是錯(vs吳大衛) 9. 在你關上的門後 10. 看不見的溫柔(鋼琴伴奏) |
| 1992年5月  | 紐約之戀           | 上華唱片                     | 1. 坦白 2. 紐約之戀 3. TILL THE END OF TIME 4. 愛過以後 5. 下雪的臺北 6. 你說HELLO 我說GOOD-BYE 7. 告別你的心 8. 一路狂舞 9. 我只能假裝我不在乎 10. 不能草草愛你 |
| 1993年6月  | 放下感情           | 上華唱片                     | 1. 你說你比較習慣一個人 2. 像我這樣重感情的人 3. 我不是真的醉 4. 就送到這裡好嗎 5. 我對你一往情深 6. 新玫瑰玫瑰我愛你 7. 心刺 8. 新人舊人 9. 原諒 10. 讓每個人都心碎 |
| 1994年3月  | 愛我的人和我愛的人 | 上華唱片                     | 1. 愛我的人和我愛的人 2. 一顆心住著兩個人 3. 如果你是女人我是男人 4. 執迷不悔 5. 小小天堂 6. 我打了一通不說話的電話給你 7. 音樂咖啡失眠的人 8. 我還能留些什麼給自己 9. 冬天最容易燙傷 10. 你不知道的是 |
| 1994年4月  | 海愛人抒情歌       | 飛鷹唱片                     | 1. 是你在說抱歉嗎？ 2. 陽光為什麼不來 3. 謝謝你曾經愛過我 4. 看不見的溫柔 5. 親愛的告訴我 6. 自己的日子 7. 微笑曾經來過 8. 我知道我愛你 9. 也許夜晚雨會停 10. 請別對我說晚安 |
| 1994年12月 | 愛你十分淚七分     | 上華唱片                     | 1. 愛你十分淚七分 2. 兩個人的痛一個人受 3. 變天 4. 愛情圓規 5. 不離婚的女人 6. 如果不能到永遠 7. 我陪你寂寞陪我 8. 問心無愧 9. 錯過了你錯過了一生 10. 欲情故縱 |
| 1994年12月 | 黃金版－鑽石精選集 | 上華唱片                     | 1. 愛我的人和我愛的人 2. 你說你比較習慣一個人 3. 坦白 4. TILL THE END OF TIME 5. 如果你是女人我是男人 6. 讓每個人都心碎 7. 像我這樣重感情的人 8. 我不是真的醉 9. 新玫瑰玫瑰我愛你 10. 紐約之戀 11. 一顆心住著兩個人 12. 我打了一通不說話的電話給你 |
| 1995年9月  | 放棄也會有快樂     | 上華唱片                     | 1. 懂愛的人 2. 愛到失魂 3. 放棄也會有快樂 4. 情願為你付出我一生 5. 心情亂了一點 6. 聽說專情的人很累 7. 你的我的 8. 不必不忍 9. 愛不是這樣的 10. 絕不流淚 |
| 1996年9月  | 全盛時期           | 上華唱片                     | 1. 懂愛的人 2. 愛我的人和我愛的人 3. 如果不能到永遠 4. 愛你十分淚七分 5. 像我這樣重感情的人 6. 我不是真的醉 7. 如果你是女人我是男人 8. 放棄也會有快樂 9. 讓每個人都心碎 10. 冬天最容易燙傷 11. 一顆心住著兩個人 12. 你說你比較習慣一個人 13. 坦白 14. 愛到失魂 |
| 1996年11月 | Butterfly          | 藝能動音                     | 1. Butterfly 2. 解鈴 3. 紋心 4. 時光 5. 愛情勿語 6. 愛醒了 7. 偶爾 8. 錯過 9. 你值得我等待 10. 別讓愛成空 |
| 1998年4月  | 缺氧               | 藝能動音                     | 1. 愛是懲罰 2. 缺氧 3. 寂寞航線 4. 沒有你的夜 5. 朋友都愛你 6. 想念你 7. 真愛最美麗 8. TIMES GOES BY 9. 放過自己吧 ! 10. 愛情釀的酒 |
| 2000年5月  | 流金十載－全紀錄   | 上華唱片                     | 1. 愛我的人和我愛的人 2. 像我這樣重感情的人 3. 坦白 4. 懂愛的人 5. 一顆心住著兩個人 6. 紐約之戀 7. 小小天堂 8. 音樂咖啡失眠的人 9. 愛你十分淚七分 10. 放棄也會有快樂 11. 執迷不悔 12. 聽說專情的人很累 13. 兩人的痛一個人受 14. 冬天最容易燙傷 15. 如果不能到永遠 16. 你說你比較習慣一個人 |
| 2007年4月  | 虧欠一生EP         | 雷漫唱片                     | |
| 2009年5月  | 最富磁性女歌手     | 飛鷹唱片                     | CD1 1. 苏醒的时候 2. 原谅我 3. 为你唱的那首歌 4. 挥不去的是我的梦 5. 闪亮的日子 6. 你的痕迹 7. 心情 8. 其实你不懂我的心 9. 梦幻小夜曲 10. 跳起舞来 11. 落花情 12. 祝你顺风 13. 夜有千眼 14. 我爱口哨 15. 从来不知道 CD2 1. 亲爱的请告诉我 2. 看不见的温柔 3. 自己的日子 4. 寂寞也是错 5. 请别对我说晚安 6. 微笑曾经来过 7. 我知道我爱你 8. 也许夜里雨会停 9. 在你关上的门后 10. 是你再说抱歉吗 11. 情歌不好唱 12. 不再为你美丽的女孩 13. 长藤挂铜铃 14. 跟夏天说再见 |
| 2010年7月  | 愛清倉EP           | 雷漫唱片                     | 1. 近視 2. 爱清倉 |
| 2012年11月 | 瓶中淚             | 希奇全人復興發展協會福音專輯 | 1. 有福了 2. 瓶中淚 3. 從小到大 4. 世上的光 5. 太初之愛 6. 瓶中淚(鋼琴演奏) |
| 2016年3月  | 非我勇敢           | 希奇全人復興發展協會福音專輯 | 1. 非我勇敢 2. 你過的怎樣 3. 我相信你一定可以 4. 我很幸福 5. 我已懂的事 6. 王子的祈禱 |
| 2021年2月  | 從未放棄           | 禾廣                         | 1. 其實你不懂我的心 2. 從未放棄 3. 從小到大 4. 愛我的人和我愛的人 5. 瓶中淚 6. 非我勇敢 7. 你過得怎樣 8. 我很幸福 9. 我相信你一定可以 10. 我已懂的事 |

## 獎項與提名

### 廣播金鐘獎
| 年份   | 頒獎典禮         | 獎項名稱         | 得獎作品       | 結果 | 廣播台               |
| 2003年 | 第38屆廣播金鐘獎 | 綜藝節目主持人獎 | 《週末大舞台》 | 獲獎 | 財團法人中央廣播電臺 |

## 廣告代言

### 飛鷹三姝時期
- 1987年 禮蘭蛋蜜乳

### 個人時期
- 1991年 卡迪那洋芋片 (舞台篇)
- 1995年 桂冠包子 (游泳池篇)

## 外部連結
- 裘海正的Facebook專頁
- 裘海正在香港影庫上的簡介